# Marcello Albasini

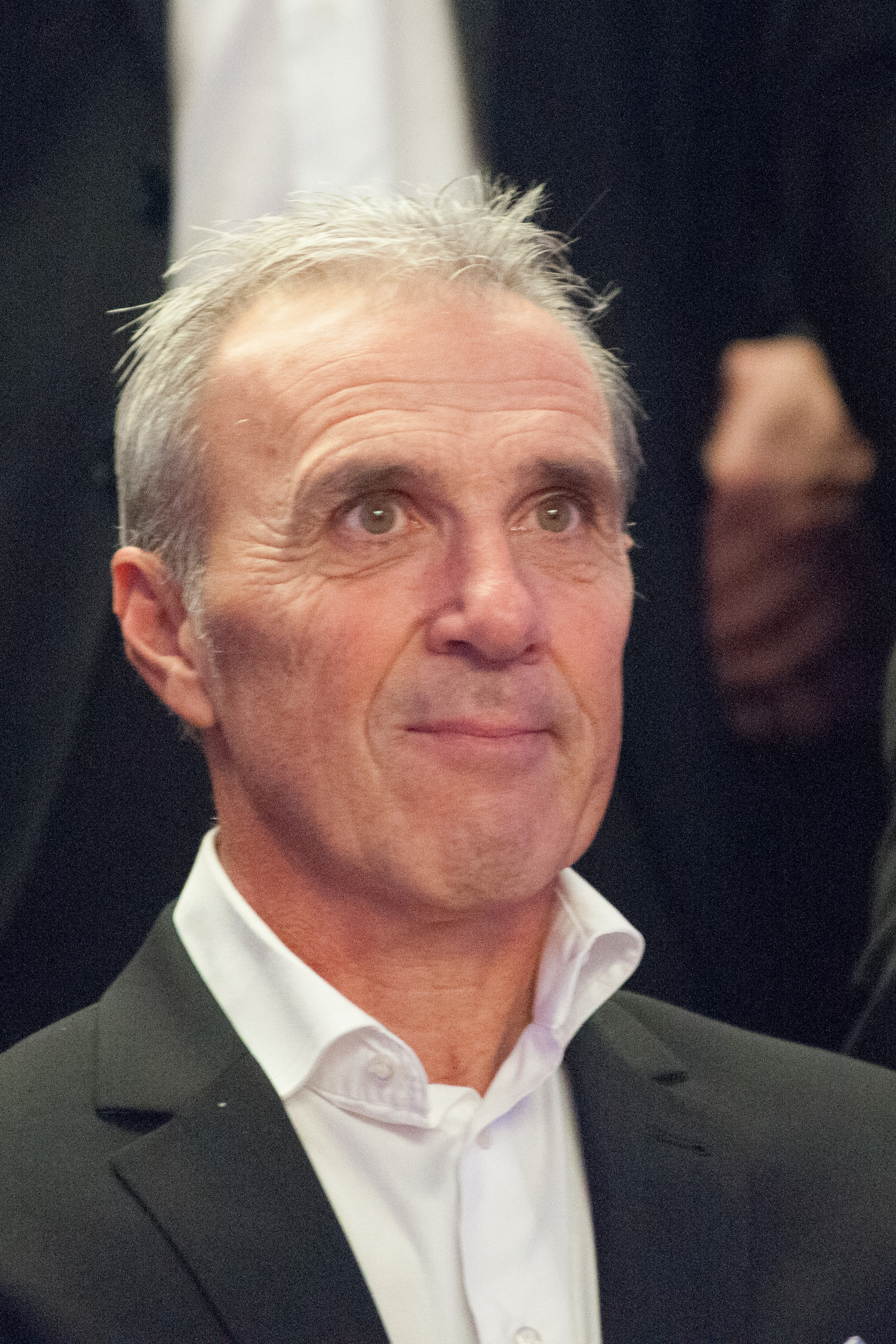
Marcello Albasini

Marcello Albasini (4 juli 1957) is een Zwitserse wielerploegleider. Hij is de vader van wielrenners Michael Albasini en Lucca Albasini.

## Carrière als ploegleider
- 1997-1998: coach van de Zwitserse nationale juniorenploeg, waar Fabian Cancellara in 1998 wereldkampioen werd.
- 1998-2008: coach van de Zwitserse nationale junioren, beloften (min-23-jarigen) en de Zwitserse Olympische wegploeg.
- 2009-2010: ploegleider bij Cervélo Test Team.
- begin 2011 richt hij een eigen sportmanagementbureau op, Alba Radsport.[1]
- 2011-2012: via Alba Radsport manager van "Team USA Europe", het opleidingsprogramma voor de Amerikaanse beloften dat vanuit het Belgische Izegem en later het Italiaanse Lucca deelneemt aan Europese wedstrijden.[2]
- 2013-heden: ploegleider bij IAM Cycling.